# Уполу
Острво Уполу је вулканског порекла, али је тај вулкан угашен. Ово острво има 1.125 km² и највише становника од свих Самоа острва. Међународни аеродром је на западу, а град Апиа на северу острва.
По Полинежанској митологији, Уполу је прва становница истоименог острва у архипелагу Самоа. 